# شرکت تعاونی

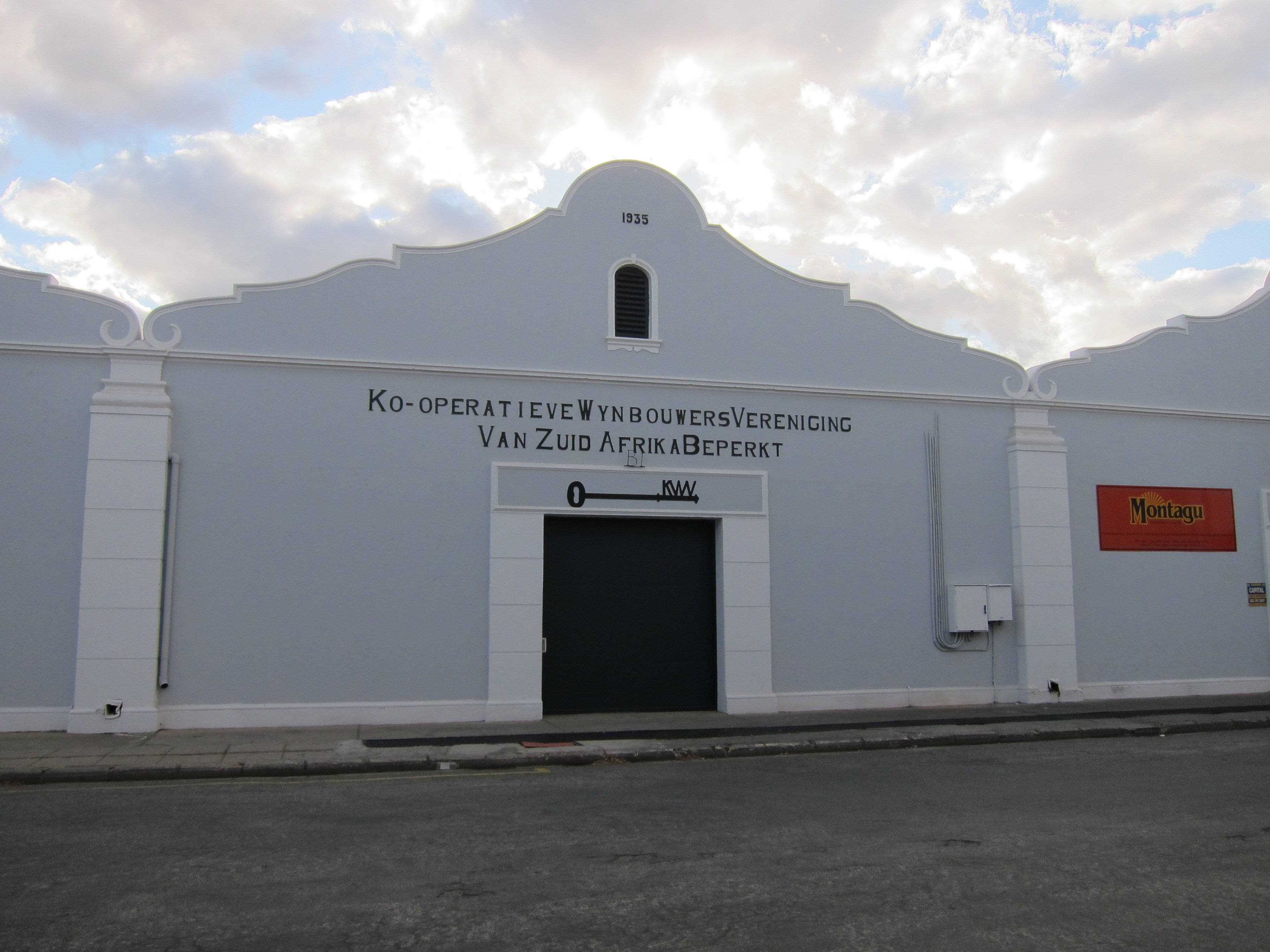
شرکت تعاونی (به انگلیسی: Consumers' co-operative) مشارکتی است که عده‌ای از افرادی که هم‌صنف یا تناسبی مشابه دارند مثلاً همسایه، دوست، خویشاوند یا همشهری هستند برای دستیابی به منافع مشترک گردهم می‌آیند و در حقیقت بهم کمک می‌کنند و برای تهیه مسکن یا خرید مایحتاج یا کسب اعتبار و وام، تعاونی درست می‌کنند،

شرکت تعاونی (به انگلیسی: Consumers' co-operative) مشارکتی است که عده‌ای از افرادی که هم‌صنف هستند، یا تناسبی مشابه دارند مثلاً همسایه، دوست، خویشاوند یا همشهری هستند برای دستیابی به منافع مشترک گردهم می‌آیند و در حقیقت بهم کمک می‌کنند تا برای تهیه مسکن یا خرید مایحتاج یا کسب اعتبار و وام، در این شرکت تعاونی، سرمایه معینی را درمیان می‌گذارند و دسته‌جمعی مشکل را حل می‌نمایند. در واقع اعضای شرکت در کنار یکدیگر، جمعیتی کوچک را پدید می‌آورند که به عنوان مثال در تهیه کالاهای مورد نیاز اعضا، با جمع‌آوری پول جزئی که هر عضو می‌پردازد کالای مورد احتیاج اعضاء را از دست اول خریداری و به همان قیمت تمام شده یا سود خیلی جزئی به اعضا می‌فروشد و به این ترتیب واسطه‌های غیرضروری در کسب و تجارت و صاحبان این‌گونه مشاغل کاذب حذف می‌گردند.
در شرکت تعاونی ممکن است اعضا دارای سرمایه و سهم یکسان از سود نباشند اما هر عضو بدون توجه به درصد سهامش، یک رأی دارد و نسبت سهام روی تعداد رأی تأثیر ندارد. در واقع تعاونی، متکی به اعضاء است نه به سرمایه.

## شرکت تعاونی
قانون بخش تعاونی در سال ۱۳۷۰ به تصویب مجلس شورای اسلامی رسید. ماده اول این قانون، اهداف بخش تعاونی سیستم اقتصادی ایران را برشمرده است که از آن جمله، جلوگیری از کارفرمای مطلق شدن دولت، اشتغال زایی، قرار دادن وسایل کار در اختیار کسانی که قادر به کارند ولی وسایل کار ندارند، پیشگیری از تمرکز و تداول ثروت، پیشگیری از انحصار، احتکار، تورم، اضرار به غیر بود.
در دههٔ ۱۳۸۰ و اوایل ۱۳۹۰ با اجرایی و تبیین نمودن اصل ۴۴ قانون‌اساسی، در خصوصی‌سازی بخش‌های دولتی، تعاونی‌ها به عنوان مهم‌ترین و لایق‌ترین بخش خصوصی در این واگذاری مورد توجه قرار گرفتند و مزایای بسیاری را به خود اختصاص دادند. شرکتهای تعاونی همچنین از مزایای معافیت‌های مالیاتی در برخی از انواع تعاونی‌ها برخوردارند.

## انواع شرکت تعاونی
۱- شرکت تعاونی تولیدی: شرکتی است که به منظور اشتغال در امور مربوط به کشاورزی، دامداری، دامپروری، پرورش و صید ماهی، شیلات، صنعت، معدن، عمران شهری، روستائی، عشایری و نظایر اینها فعالیت می‌نماید و مجموعاً یک واحد تولیدی را در آن اداره می‌نمایند.
۲- شرکت تعاونی توزیعی: شرکتی است که در امور مربوط به تهیه و توزیع کالا، مسکن، خدمات و سایر نیازمندیهای اعضاء فعالیت می‌نماید. آن دسته از شرکتهای تعاونی که فعالیت آنان توأماً تولیدی و توزیعی باشد را شرکت تعاونی تولیدی و توزیعی نامند.
شرکت‌های تعاونی تولیدی مانند دامداران، کشاورزان، پرورش دهندگان زنبور عسل یا صاحبان صنایع و هر گروهی دیگر که در رده تولیدی نام برده شده‌اند، در صورت تشکیل تعاونی برای تأمین نیازهای خود از نوع تعاونیهای توزیعی (تأمین‌کننده نیاز تولیدکنندگان) محسوب می‌شوند.

### انواع شرکت تعاونی از لحاظ نوع عضویت
۱ - شرکت تعاونی عام: شرکتی است که عضویت در آن برای همه آزاد می‌باشد، تعداد اعضاء در این تعاونی‌ها حداقل ۵۰۰ نفر و براساس نوع تعاونی که وزارت تعاون تعیین کرده مشخص می‌شود.
۲ - شرکت تعاونی خاص: شرکتی است که عضویت در آن برای گروهی خاص مانند کارگران، دانشجویان، کشاورزان، زنان، پزشکان، وکلای دادگستری، اعضاء هر صنف و مشاغل خاص و نظایر اینها با رعایت شرایط آزاد تعیین می‌شود.

### انواع و اقسام شرکت تعاونی در ایران برحسب گرایش
- کشاورزی
- صنعتی
- معدنی
- خدماتی
- مسکن
- فرش دستباف
- تأمین‌کننده نیاز تولیدکنندگان
- تأمین‌کننده نیاز مصرف‌کنندگان
- اعتبار
- حمل و نقل
- چند منظوره
- منابع طبیعی
- تعاونی مصرف
- تعاونی روستایی

### ضوابط عمومی
شرکت تعاونی حداقل با ۷ نفر عضو می‌تواند تأسیس شود که شرایط قانونی را برای عضویت در شرکت‌های تعاونی داشته باشند. از جمله تابعیت ایرانی، نداشتن ممنوعیت قانونی و حجر، و در شرکتهای تعاونی مشابه عضو نباشد.
شرکت تعاونی توسط هیئت مؤسس تأسیس می‌شود و پس از آن از کسانی که شرایط عضو شدن را دارند دعوت می‌کند. هیئت مؤسس پس از تهیه طرح و اساسنامه و دیگر مشخصات تعاونی اقدام به دریافت موافقت‌نامه تشکیل تعاونی از وزارت تعاون می‌نماید و پس از دریافت اجازه‌نامه ثبت شرکت تعاونی از وزارت تعاون، شرکت را ثبت می‌نماید، پس از آن پروانه تأسیس شرکت تعاونی بوسیله وزارت تعاون صادر می‌شود
اعضا در جلسه مجمع عمومی عادی، اعضای هیئت مدیره و بازرس‌های شرکت تعاونی خود را انتخاب می‌کنند. جلسات مجمع معمولاً به صورت سالیانه و جلسات هیئت مدیره به صورت دو هفته یکبار برگزار می‌شود و در صورت لزوم هفته‌ای یکبار برگزار می‌گردد. بالاترین مقام تصمیم گیرنده در شرکت‌های تعاونی، مجمع می‌باشد. مجمع تعیین‌کننده اعضای هیئت مدیره از طریق رأی‌گیری می‌باشد. هیئت مدیره شامل سمت‌های رئیس، نائب رئیس، منشی، عضو اصلی هیئت مدیره و عضو علی‌البدل می‌باشد. بازرس تعاونی نباید با هیچیک از اعضای هیئت مدیره نسبت فامیلی داشته باشد. مدیر عامل تعاونی نیز می‌تواند از اعضای خود هیئت مدیره یا بیرون از آن باشد.
در شرکت‌های تعاونی همه با هم برابرند و همه همکار یکدیگرند و از نظر نژاد، زبان، رنگ پوست، ملیت، شغل و غیره هیچکدام از اعضاء بر دیگری برتری ندارند. همچنین رشته تعاون و رفاه در دانشگاه‌های کشور دانشجو می‌پذیرد.

## ثبت شرکت تعاونی در ایران

#### انواع شرکت‌های تعاونی برای ثبت

##### الف) شرکت تعاونی عام
شرکتی است که عضویت در آن برای همه آزاد می‌باشد (تعداد اعضاء در این تعاونی‌ها حداقل ۵۰۰ نفر و براساس نوع تعاونی که وزارت تعاون تعیین کرده مشخص می‌شود و بایستی سهام آن را به عموم مردم عرضه نمایند.

##### ب) شرکت تعاونی خاص
شرکتی است که عضویت در آن برای گروهی خاص مانند کارگران، دانشجویان، کشاورزان، زنان، پزشکان، وکلای دادگستری، اعضاء هر صنف و مشاغل خاص و نظایر اینها با رعایت شرایط آزاد تعیین می‌شود و در نتیجه سهام آن فقط به افراد واجد شرایط واگذار می‌شود.

#### مراحل تأسیس شرکت تعاونی در ایران
تشکیل هیئت مؤسس: حداقل ۷ نفر باید برای تشکیل شرکت تعاونی با هدفی مشترک اعلام آمادگی کنند.
تدوین طرح پیشنهادی: اعضای مؤسس باید اهداف، نوع فعالیت، تعداد اعضا و امکانات موجود را در قالب یک طرح اولیه مشخص کنند.
اخذ موافقت‌نامه تأسیس: پس از بررسی طرح، وزارت تعاون، کار و رفاه اجتماعی نسبت به صدور موافقت‌نامه اقدام می‌کند.
تهیهٔ اساسنامه: اساسنامه باید مطابق با نمونهٔ ارائه‌شده توسط وزارت تعاون تنظیم و به تصویب مجمع عمومی مؤسس برسد.
ثبت شرکت: پس از طی مراحل فوق، مدارک لازم به ادارهٔ ثبت شرکت‌ها ارسال شده و شرکت تعاونی در صورت تأیید نهایی به ثبت می‌رسد.
صدور پروانهٔ فعالیت: پس از ثبت رسمی، وزارت تعاون پروانهٔ فعالیت شرکت را صادر می‌کند.